# Freddy Foray
Pour les articles homonymes, voir Foray.
Freddy Foray, né en 1984, est un pilote de motos courant chez Suzuki depuis 2006. Il a intégré le Suzuki Endurance Racing Team (SERT) en 2009 pour le 73e Bol d'or qu'il a remporté à trois reprises.

## Biographie
Né le 2 août 1984 à Sèvres, il a un frère jumeau, Kenny Foray. Il vit actuellement dans le sud de la France avec sa femme Marine.
Il a commencé sa carrière en 2001 au sein du team de son père, la Foray Racing Team (FRT) en 125 Open avec une Yamaha TZ.
En 2004, il débute en 600 cm3 sur une Yamaha R6 toujours au FRT en coupe de France Promosport et en championnat de France Supersport, avec comme meilleur résultat une 12e place en Supersport et une 5e place en Promosport sur le circuit du Vigeant.
En 2005, il passe en 1 000 cm3 sur une Yamaha R1 (FRT) en championnat de France Superbike (FSBK) où il termine 7e et 10e au général, et participe à son premier Bol d'or au sein du Infini Team avec les frères Tangre. Ils abandonnent à 3 h du matin sur casse moteur, alors qu'ils étaient en 6e position. Durant l'hiver 2005, il passe son brevet d'État d'éducateur sportif moto pour encadrer des stages de pilotage.
En 2006, il intègre le Junior team LMS Suzuki pour participer aux 24 Heures Moto, au Bol d'or et au FSBK. Il gagne son premier Bol d'or en Superstock avec Anthony Delhalle et Thomas Metro et termine 4e du championnat de France Superstock.
En 2007, il reste au LMS et gagne le Bol d'or et les 24 Heures Moto Superstock avec Anthony Delhalle et Emeric Jonchière, et termine 4e du FSBK. Il participe à deux manches de la coupe du monde Superstock au sein du team belge Zone rouge.
En 2008, il participe à la coupe du monde Superstock au sein du Coutelle Junior Team Suzuki et termine 8e au général, avec une très belle prestation lors de la manche française à Magny-Cours, 2e. Il participe pour la première fois de sa carrière aux 24 Heures Moto et au Bol d'or avec son frère jumeau, Kenny Foray, toujours au sein du LMS. Il déclare forfait lors des 24 Heures Moto à cause d'une triple fracture des vertèbres dorsales à la suite d'une chute lors de la première manche de la coupe du monde Superstock à Valence en Espagne. Mais il gagne une 3e fois d'affilée le Bol d'or en Superstock.
En 2009, il revient en FSBK où il termine 3e. Il devient pilote remplaçant du SERT. Il gagne les 24 Heures Moto en Superstock avec Louis Bulle et Cédric Tangre avec le LMS. Pour le Bol d'or, il remplace Barry Veneman et intègre le team officiel Suzuki. Il remporte la course avec Vincent Philippe et Olivier Four. Les jumeaux Foray squattent les deux premières marches du podium.
En 2010, il participe au championnat du monde d'endurance (EWC) avec le SERT et devient champion du monde grâce à leur victoire aux 8 Heures d'Albacete en Espagne, au Bol d'or et aux 8 Heures du Qatar. Il finit 4e du championnat de France FSBK.
En 2011, il gagne pour la 3e fois consécutive le Bol d'or avec le team Suzuki et devient double champion du monde avec Anthony Delhalle et Vincent Philippe.
En 2012, il s'engage avec Kawasaki en British Superbike et s'engage avec Kawasaki France pour les 24 Heures Moto qu'il gagne.
En 2013, il s'engage avec Honda pour le Superbike allemand dans le team Holzhauer. Il termine 5e du championnat.
En 2014, il revient en endurance avec Honda Racing Corporation (HRC) et participe au British Superbike en catégorie Superstock. Il gagne la manche allemande à Oschersleben avec Julien Da Costa et Sébastien Gimbert.

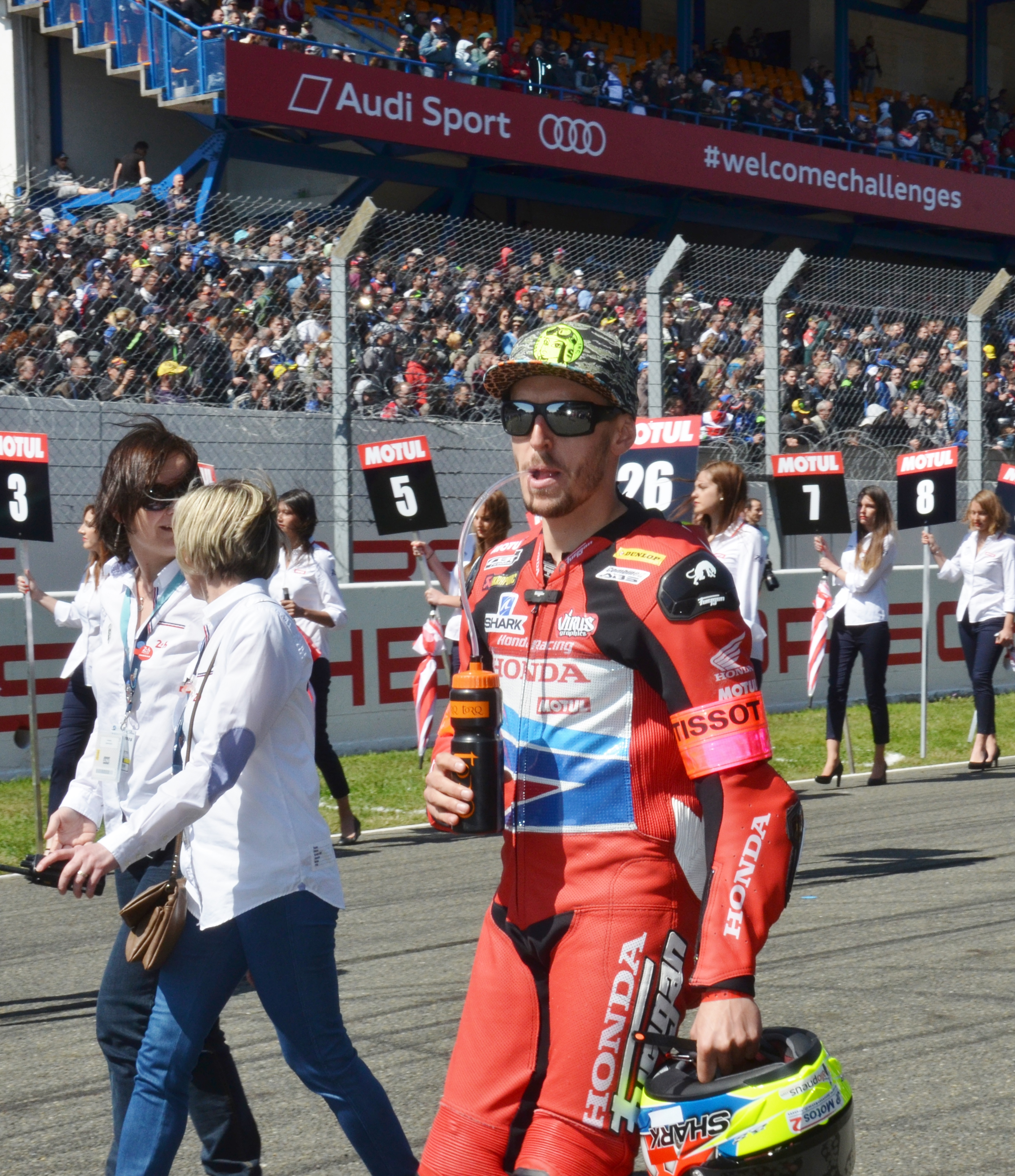
Freddy Foray aux 24 Heures Motos 2015.

De 2015 à 2017, il reste chez HRC en championnat du monde d'endurance avec une 3e place au Portugal en 2016 et une autre 3e place en Slovaquie en 2017.
En 2018, il rejoint le TSR/FCC Honda France, toujours en championnat du monde d'endurance, et remporte une seconde fois les 24 Heures Moto avec Josh Hook et Alan Techer, et devient triple champion du monde. Il remporte le Bol d'or en septembre 2018 (début d'année du EWC) avec Josh Hook et Mike Di Meglio, qui sont en tête du championnat.
En 2020, il remporte les 24 heures du Mans moto avec Mike Di Meglio et Josh Hook sur une Honda du team officiel le F.C.C. TCR Honda France. Néanmoins, il se blesse à la fin de la saison. De ce fait, il n'arrive pas à retrouver de guidon en 2021, puis annonce en 2022 mettre un terme à sa carrière de pilote,.